# Dziker
Piotr "Dziker" Chrząstek – muzyk, jeden z pionierów i promotorów polskiego hip-hopu.
Przygodę z muzyką rozpoczął już w latach 80. XX wieku. W 1992 roku współtworzył z Rashidem (1000) formację o nazwie Sa-Prize, a także udzielał się w reggae'owej formacji Habakuk. W 1996 roku zakłada skład Sektor B. Rok później nawiązuje współpracę z magazynem hip hopowym Klan, gdzie pisze o lokalnej scenie. Współpraca z wytwórnią R.R.X. przyczyniła się do rozpropagowania hip-hopu w Polsce za pomocą głośnego projektu Dzikera pt. Wspólna Scena, do którego nakręcono teledysk. Dziker jest pomysłodawcą pierwszej cyklicznej imprezy hip hopowej w Częstochowie o nazwie Hip Hop Debiuty: Rym Częstochowski, która ma na celu promowanie młodych składów. W 1998 roku Dziki z DJ Haemem zakładają skład Ideo, z którym wydaje dwie płyty: "Stan Rzeczy" (Blend Records – 2000) oraz "Mentalnie" (Gigant Records – 2003). Był członkiem new jazzowego projektu krakowskiego Lari Fari. Brał udział w wielu koncertach ogólnopolskich oraz międzynarodowych. Od 1997 roku czynnie uczestniczy w życiu kulturalnym Częstochowy nie tylko jako muzyk, ale także jako propagator i organizator festiwali i koncertów (także charytatywych). Obecnie Dziker jest liderem częstochowskiego zespołu Nefre, z którym dotychczas nagrał dwie płyty.